# Lecanocerus
Lecanocerus is een geslacht van insecten uit de familie van de Bochelvliegen (Phoridae), die tot de orde tweevleugeligen (Diptera) behoort.

## Soorten
- L. compressiceps Borgmeier, 1962